# Russisch-Zweedse Oorlog (1656-1658)

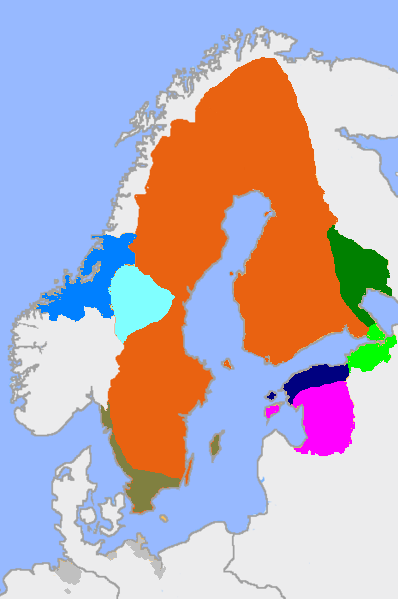
Zweden bereikte zijn grootste omvang in 1658

De Russisch-Zweedse Oorlog van 1656 tot 1658 was een militair conflict tussen Zweden en het tsaardom Rusland waarbij de Russen probeerden om de toegang tot de Oostzee terug te krijgen, die ze na de Ingrische Oorlog hadden verloren. Het conflict was onderdeel van de Noordse Oorlogen (1551-1661) tussen Zweden en een aantal andere Europese landen.

## Achtergrond
Zweden groeide in de 17e eeuw uit tot een Europese grootmacht die het grootste deel van de gebieden langs de Oostzee in bezit had. Na de Russische nederlaag tegen Zweden in de Ingrische Oorlog (1610-1617) moesten de Russen Ingermanland (het gebied rond het huidige Sint-Petersburg) afstaan aan de Zweden.
In 1654 viel Rusland het Pools-Litouwse Gemenebest binnen. De Zweedse koning Karel X maakte gebruik van de situatie en viel zelf een jaar later Polen-Litouwen binnen. De Zweden veroverden Warschau en eisten de door de Russen veroverde gebieden op.
De Russen sloten hierop een wapenstilstand met Polen-Litouwen en verklaarden de oorlog aan Zweden.

## Verloop
In juli 1656 vielen Russische troepen Ingermanland binnen en veroverden de forten Nöteborg en Nyen. Een tweede Russische eenheid nam in oktober Tartu in. De Russische hoofdmacht marcheerde naar Riga en begon in augustus een belegering en bombardement van de stad. De Russen hadden echter geen noemenswaardige marine, zodat de Zweden de stad konden blijven bevoorraden. In oktober moesten de Russen het beleg van Riga beëindigen, waarna de Zweden weer het grootste deel van Ingermanland heroverden en de Russische generaal Sjeremetev in 1657 een zware nederlaag toebrachten.
In september 1658 veranderde de Poolse situatie drastisch toen de Kozakken in Oekraïne, die eerst aan Russische kant hadden gevochten, zich bij het Pools-Litouwse Gemenebest aansloten. Ook hadden de Denen in februari 1658 vrede met Zweden gesloten. Hierop besloot de Russische tsaar Alexis om de onsuccesvolle oorlog met Zweden te beëindigen en zijn aandacht weer volledig op Polen-Litouwen te richten.
Op 28 december tekenden de Zweden en Russen het Verdrag van Valiesar, een wapenstilstand waarbij de Russen voor een periode van drie jaar de bezette gebieden in Ingermanland en Lijfland mochten behouden. In 1661, na afloop van de termijn van drie jaar, zag het er slecht uit voor de Russen in de oorlog met Polen-Litouwen. De Russen besloten daarom om een permanente vrede met Zweden te sluiten. Op 21 juni werd de Vrede van Kardis ondertekend, waarbij Rusland alle veroverde Zweedse gebieden weer opgaf. De vrede bleef bewaard tot het uitbreken van de Grote Noordse Oorlog in 1700.
Zweeds-Novgorodische Oorlogen · Russisch-Zweedse Oorlog (1496-1499) · Russisch-Zweedse Oorlog (1554-1557) · Lijflandse Oorlog (1558-1583) · Russisch-Zweedse Oorlog (1590-1595) · Ingrische Oorlog (1610-1617) · Russisch-Zweedse Oorlog (1656-1658) · Grote Noordse Oorlog (1700-1721) · Russisch-Zweedse Oorlog (1741-1743) · Russisch-Zweedse Oorlog (1788-1790) · Finse Oorlog (1808-1809)
Lijflandse Oorlog (1558-1583) · Zevenjarige Oorlog (1563-1570) · Kalmaroorlog (1611-1613) · Deens-Zweedse Oorlog (1643-1645)

Noordse Oorlog (1655-1660): Pools-Zweedse Oorlog (1655-1660) · Russisch-Zweedse Oorlog (1656-1658) · Deens-Zweedse Oorlog (1657-1658) · Zweeds-Nederlandse Oorlog (1658-1660)

Schoonse Oorlog (1675-1679) · Grote Noordse Oorlog (1700-1721)